# Jean Restout

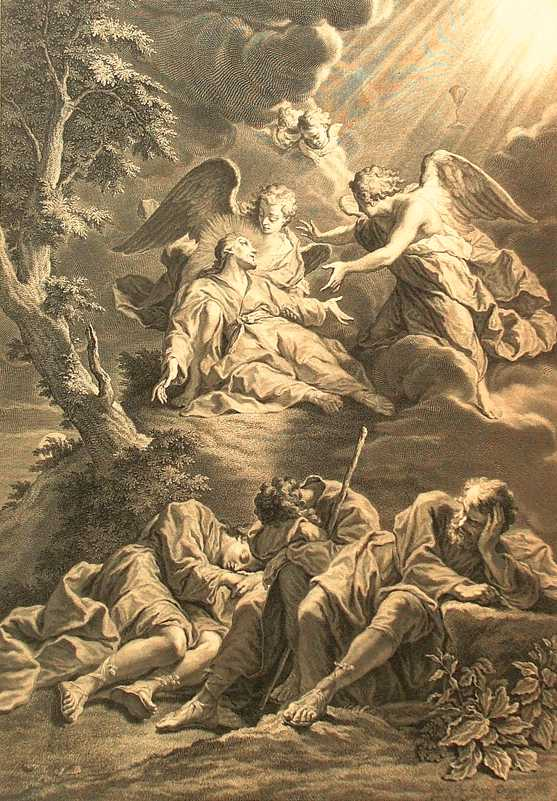
Kristus v olivovém háji, 1738 nebo 1739 od Dreveta podle originálu Jeana Restouta

Jean Restout (26. března 1692 Rouen – 1. ledna 1768 Paříž), jinak také Jean Restout II. nebo Jean Restout mladší, byl francouzský malíř období neoklasicismu. Pocházel ze známé malířské rodiny, jeho otcem byl Jean Restout starší a matka byla dcerou Jeana Jouveneta. Jeho tvorba byla ovlivněna La Tourem.